# Rebeca Torró Soler
Rebeca Torró Soler (Ontinyent, 1981) és una política i advocada valenciana, Secretària d'Organització del Partit Socialista Obrer Espanyol (PSOE).
Ha sigut consellera de Política Territorial, Obres Públiques i Mobilitat de la Generalitat Valenciana de 2022 a 2023 en el govern presidit per Ximo Puig i síndica-portaveu del Partit Socialista del País Valencià (PSPV-PSOE) a les Corts Valencianes en la XI Legislatura. El desembre de 2023 fou nomenada secretària d'Estat d'Indústria.

## Biografia
Llicenciada en Dret per la Universitat de València el 2006, inicia la trajectòria política com a regidora del PSPV-PSOE a Ontinyent l'any 2007, i aconsegueix entrar al govern municipal l'any 2011 amb l'alcalde Jorge Rodríguez. L'abril de 2016 és nomenada directora general d'Habitatge, Rehabilitació i Regeneració Urbana de la Generalitat Valenciana amb el primer govern del també socialista Ximo Puig, però abandonà el càrrec dos anys després per a ocupar l'escó a la Diputació de València que el seu company ontinyentí Jorge Rodríguez es veié obligat a abandonar a causa de l'esclat de l'escàndol de corrupció Cas Alqueria. Torró ocupà el càrrec de vicepresidenta segona i diputada d'Hisenda de la Diputació de València de juliol de 2018 fins al final de legislatura un any després.
Amb l'eixida de Jorge Rodríguez, tant de les responsabilitats a la Diputació com de la militància al PSPV, Torró fou requerida pel seu partit per a liderar la llista electoral a la capital de la Vall d'Albaida a les Eleccions Municipals de 2019 per tal d'enfrontar-se a la nova candidatura organitzada per l'antic líder socialista La Vall ens uneix, però optà per no encapçalar ni aparéixer als llocs d’eixida de la candidatura local del PSPV, llista que no arribà a tindre cap representant. Rodríguez guanyà els comicis amb majoria absoluta i revalidà l'alcaldia.
El president de la Generalitat Valenciana Ximo Puig li encomanà ocupar el càrrec de secretària autonòmica d'Economia Sostenible, Sectors Productius, Comerç i Consum el juliol de 2019 fins que fou ascendida a consellera de Política Territorial, Obres Públiques i Mobilitat al maig de 2022 per tal de substituir Arcadi España.
A les Eleccions a les Corts Valencianes de 2023 resultà diputada per València però la pèrdua de suports dels partits signants de l'acord del Botànic que conformaven el govern fins al moment dugué el seu partit a l'oposició. Torró fou elegida síndica-portaveu del Grup Socialista a les Corts.
En desembre del 2023 és nomenada Secretària d'Indústria del tercer Govern de Pedro Sánchez. Al juliol de 2025 és designada per Pedro Sánchez com a Secretària d'Organització del PSOE, després de la dimissió de Santos Cerdán León en sortir a la llum la seva implicació en l'entramat de corrupció del cas Koldo.